# Krokusliljesläktet
Krokusliljesläktet (Sternbergia) är ett växtsläkte i familjen amaryllisväxter med åtta arter från södra Europa, östra Medelhavsområdet och Nordafrika.